# Лаймстоун Тауншип (округ Клеріон, Пенсільванія)
Лаймстоун Тауншип (англ. Limestone Township) — селище (англ. township) в США, в окрузі Клеріон штату Пенсільванія. Населення — 1871 особа (2020).

## Демографія
Згідно з переписом 2010 року, у селищі мешкало 1858 осіб у 732 домогосподарствах у складі 540 родин. Було 798 помешкань
Расовий склад населення:
| - 99,1 % — білих - 0,2 % — чорних або афроамериканців - 0,1 % — вихідців з тихоокеанських островів - 0,1 % — корінних американців - 0,1 % — азіатів |

До двох чи більше рас належало 0,4 %. Частка іспаномовних становила 0,2 % від усіх жителів.
За віковим діапазоном населення розподілялося таким чином: 23,0 % — особи молодші 18 років, 61,5 % — особи у віці 18—64 років, 15,5 % — особи у віці 65 років та старші. Медіана віку мешканця становила 42,7 року. На 100 осіб жіночої статі у селищі припадало 99,1 чоловіків;  на 100 жінок у віці від 18 років та старших — 98,8 чоловіків також старших 18 років.
Середній дохід на одне домашнє господарство  становив 66 092 долари США (медіана — 54 583), а середній дохід на одну сім'ю — 76 466 доларів (медіана — 64 485). Медіана доходів становила 39 514 долари для чоловіків та 32 917 доларів для жінок. За межею бідності перебувало 7,5 % осіб, у тому числі 13,4 % дітей у віці до 18 років та 5,1 % осіб у віці 65 років та старших.
Цивільне працевлаштоване населення становило 843 особи. Основні галузі зайнятості: освіта, охорона здоров'я та соціальна допомога — 27,2 %, будівництво — 14,0 %, виробництво — 13,5 %.